# Benson & Hedges

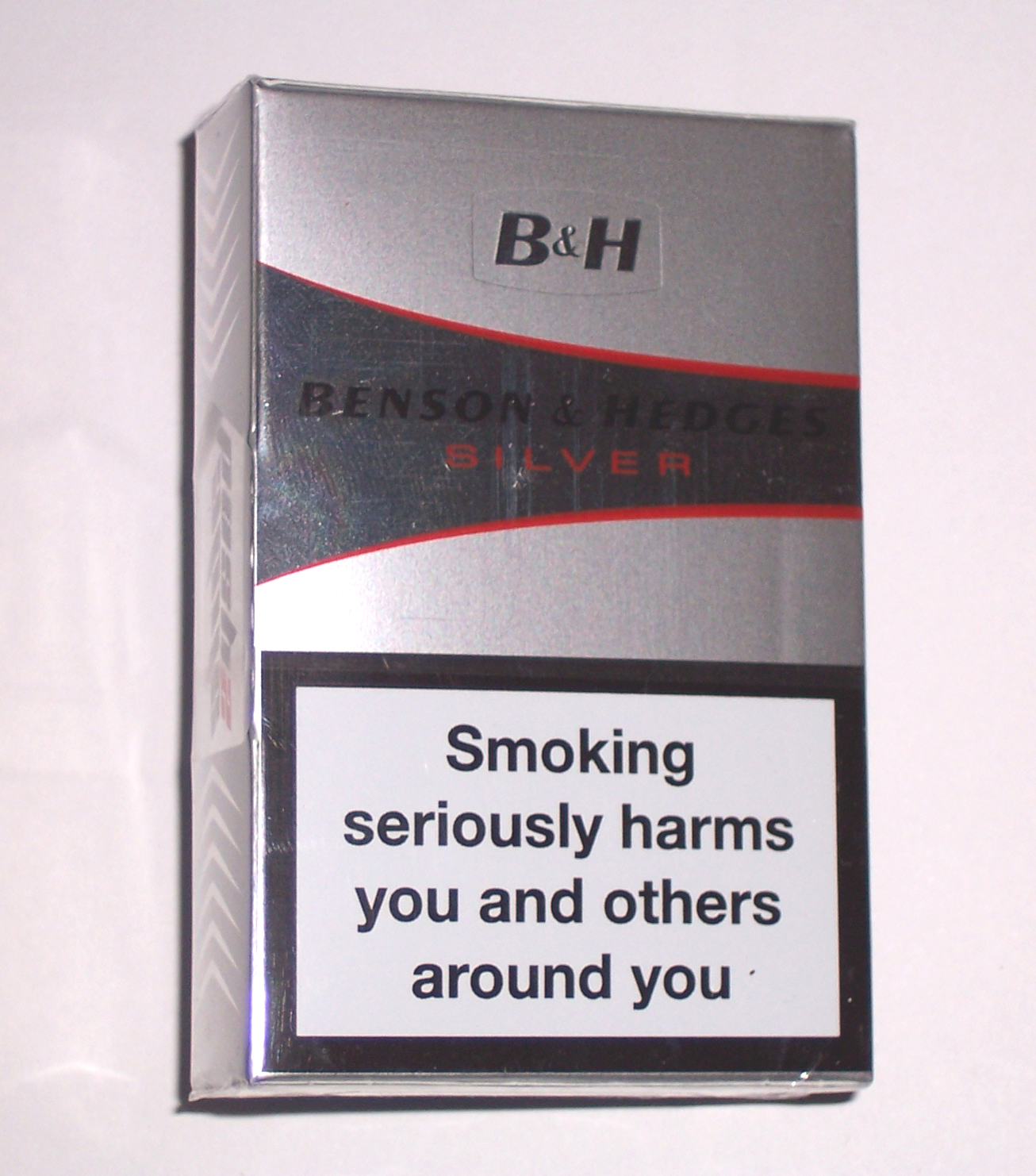
Ezüst dobozos Benson & Hedges cigaretta a dohányzás egészségkárosító hatására figyelmeztető felirattal.

A Benson and Hedges egy brit cigarettamárka, a Gallagher Group védjegye, mely a Japan Tobacco leányvállalata 2007-től. A cigarettát először az Old Bond Street-en gyártották Londonban, mára azonban már az északír és az ír piacokon is értékesítik.

## Története
A Benson and Hedges első dohánygyára 1873-ban alakult, William Benson Hedges alapította meg, ezt követően fia, Alfred Paget Hedges követte őt az üzletben, 1885-ben csatlakozott a vállalkozásához. Ebben az évben azonban William elhagyni kényszerült a céget. Az 1900-as évek elején az USA-ban és Kanadában azonban már árusították az első cigarettájukat. Miután William kiszállt a munkából, az amerikai ág önállóvá vált, később 1928-ban Philip Morris ezt meg is vásárolta, majd miután William fia, Alfred is kiszállt, a kanadai ágat is felvásárolta 1958-ban. 1955-től az Egyesült Királyságban a Benson and Hedges cigaretták a Gallagher Group védjegyeivel vannak ellátva.
1977-től maga Gallagher - aki egyértelműen a Gallagher Group tulajdonosa - is beszállt a vállalkozásba. Ő azonban már 6 különböző dohánygyárat működtetett. Egy titkos megbeszélésre hívta a vállalatok vezetőit-köztük a Benson and Hedges képviselői is jelen voltak- és ott egy furcsa ötlettel állt elő, miszerint vezessék félre a népet Angliában a dohányzás káros hatásairól és a leszokásról. Ezt követően elindult a televíziókban az erről szóló reklám, valamint számos mozifilm volt megtekinthető, amely leginkább a Benson and Hedges számos fajtáit mutatta be.

## Szerepe a piacokon
A cigaretta ezüst, arany, zöld (mentolos), illetve fekete dobozokban is értékesítik, mindegyik különböző ízesítésű. Napjainkban már szivart is gyártanak ebben a fajtában.

### A brit piacokon
2007-ben a Benson and Hedges cigarettagyár változtatott fajtáin, ezúttal megjelentek a szénszűrős, illetve az arany csomagolású cigaretták is. Emellett megjelent egy ezüst színű változata is, amely a leggyengébb fajtának számít, mivel a nikotintartalma 0,1 mg. Ezekkel a fajtákkal a cigarettagyár elérte azt, hogy már 14 ízesítésben kapható a Benson and Hedges. Még 2009 júliusában arany és ezüst fajta változat jelent meg a dohányfajtáiban is, amelyek a sodort cigarettákhoz szükségesek.
2010-től a cigarettagyárhoz érkezett egy Edge nevezetű csomag, amelynek lényege, hogy újabb cigarettákat kell, hogy előállítsanak a brit piacokon. Ez meg is történt, ma a legismertebb fajtái a Benson and Hedges Gold (arany) és Gold Benson and Hedges Superkings, utóbbit sodort cigarettára kell használni.

### A tengerentúli piacokon
A British American Tobacco, mely egy védjegy előállító csoport, 1956-tól engedélyezte a cigaretta szállítását más országokban is. 1930-ban ugyanis megalakult a Benson & Hedges (Overseas) Kft, melynek egy Abraham Winx nevezetű ember volt a tulajdonosa. A vállalat ugyanis azért alakult meg, hogy más országokba is eladhassa a Benson and Hedges fajtákat. A British American Tobacco cégtől az engedélyt a cég megkapta, ezek után számos cigarettát szállítottak Ausztráliába, Új-Zélandba, illetve Tajvanba. A cég hazai pályán is helytállt, Kanadában és Közép-Amerikában szerte ismert volt.
A vállalat olyan sikeres volt, hogy ismét néhány új fajta cigarettát állítottak elő: vörös, szürke, lila és fehér csomagolásokban.

## Szponzorálása

### Ausztrália
Ausztráliában a cigarettamárka fő szponzora volt a nemzetközi krikett versenyeknek, ezen belül a világbajnokságának, illetve a világbajnoki kupát is ez a termék szponzorálta. A Benson& Hedges támogatója volt a híres túra-autó versenyző Tony Longhurst csapatának is az 1980-as évektől az 1990-es évekig. Ezek után a cigaretták reklámozását betiltották az országban, így már más szponzorral kellett szerződést kötni.

### Világszerte
A Benson and Hedges támogatója volt 1996-tól 2005-ig a Jordan Grand Prix Formula–1-es csapatának, de ezt a szerződést is fel kellett bontani, mivel 2006-tól az Európai Unió is betiltotta a dohánytermékek reklámozását.

## Külső hivatkozások
- British American Tobacco honlapja
- Benson&Hedges hivatalos weboldala